# Matthew Shepard
Matthew Wayne Shepard (1 tháng 12 năm 1976 – 12 tháng 10 năm 1998) là một sinh viên đồng tính người Mỹ theo học tại Đại học Wyoming, ông bị đánh đập, tra tấn và bỏ mặc cho đến chết ở thành phố Laramie, Wyoming vào đêm 6 tháng 10 năm 1998. Ông được lực lượng cứu hộ đưa đến Bệnh viện Thung lũng Poudre ở Fort Collins, Colorado để chữa trị nhưng chết 6 ngày sau đó do vết thương ở đầu quá nặng.
Hai thủ phạm của vụ án là Aaron McKinney và Russell Henderson bị bắt sau đó không lâu. Truyền thông và báo chí đưa ra nhiều phân tích về việc liệu xu hướng tính dục của Shepard có phải động cơ giết người không. Trong phiên tòa xét xử, McKinney cho rằng cả hai thủ phạm đã giả là người đồng tính để lấy lòng tin của Shepard, sau đó cướp và hành hung ông. Cả McKinney và Henderson đều bị kết tội giết người và chịu án tù chung thân.
Vụ án Shepard năm 1998 đã dấy lên sự quan tâm lớn trong xã hội Mỹ và cả quốc tế về vấn nạn tội ác vì thù ghét, cụ thể ở đây là bạo lực nhắm đến người trong cộng đồng đa dạng giới và tính dục. Cái chết của Matthew Shepard trở thành biểu tượng cho sự kì thị và bạo lực mà người đồng tính phải đối mặt trong xã hội Mỹ, là bằng chứng cho sự cần thiết của hình sự hóa hành vi bạo lực nhắm đến người đồng tính trong luật pháp Mỹ. Tháng 10 năm 2009, Quốc hội Hoa Kỳ thông qua Đạo luật Matthew Shepard, sau đó đã được Tổng thống Barack Obama phê chuẩn và ban hành chính thức. Sau cái chết của con trai mình, bà Judy Shepard trở thành người vận động cho quyền của người thuộc cộng đồng LGBT, lập ra Quỹ Matthew Shepard. Hàng loạt các tác phẩm nghệ thuật gồm phim điện ảnh, tiểu thuyết, kịch, bài hát đã ra đời dựa trên câu chuyện cuộc đời và cái chết của Shepard.

## Tiểu sử
Matthew Shepard sinh ngày 1 tháng 12 năm 1976 ở thành phố Casper, quận Natrona, tiểu bang Wyoming, Mỹ, là con trai đầu của Judy và Dennis Shepard. Matthew Shepard có một em trai là Logan sinh năm 1981. Trong suốt những năm niên thiếu, ông học tiểu học và trung học tại quê nhà cho đến khi ông đang học năm thứ 2 tại một trường cấp ba quận Natrona thì cùng gia đình chuyển đến Ả Rập Saudi do cha của ông nhận được việc ở một công ty dầu mỏ. Do ở Ả Rập Saudi không có trường phổ thông dạy tiếng Anh nào, Matthew Shepard đã phải hoàn thành phổ thông ở một trường Mỹ tại Thuỵ Điển (TASIS). Sau khi tốt nghiệp trường này năm 1995, ông quay trở lại Mỹ và theo học cao đẳng ở North Carolina và Wyoming, trước khi chính thức trở thành sinh viên Đại học Wyoming vào năm 1997, chuyên ngành chính trị và quan hệ quốc tế.
Matthew Shepard lúc còn sống được miêu tả là một người hiền lành, tích cực, cởi mở trong giao tiếp và dễ kết bạn. Tại Đại học Wyoming, ông được chọn làm người đại diện cho sinh viên trong Hội bảo vệ môi trường bang Wyoming. Ông không che giấu xu hướng tính dục của mình, ông công khai mình là một người đồng tính nam.
Năm 1995, Matthew Shepard bị đánh đập và cưỡng hiếp trong một chuyến dã ngoại thời trung học đến Maroc. Theo lời kể của mẹ ông, vụ việc đã khiến ông bị trầm cảm và hoảng loạn. Một trong những người bạn của Shepard e ngại rằng chứng trầm cảm đã khiến ông dính đến chất cấm trong thời gian học đại học. Shepard đã nhiều lần nhập viện do chứng trầm cảm lâm sàng và ý nghĩ tự sát.

## Vụ án mạng
Tối ngày 6 tháng 10 năm 1998, Shepard gặp Aaron McKinney (22 tuổi) và Russell Henderson (21 tuổi), tại quán Fireside Lounge ở Laramie, Wyoming. Shepard đồng ý để McKinney và Henderson chở mình về nhà. McKinney và Henderson đã lái xe đến một khu vực nông thôn vắng vẻ và tiến hành cướp, tra tấn Shepard, quật ngã bằng súng. Họ trói ông lên hàng rào và để mặc ông một mình ở đó. Nhiều nguồn tin cho rằng Shepard bị đánh đến mức mặt của ông toàn máu, trừ những nơi máu bị nước mắt rửa trôi.
Bạn gái của McKinney và Henderson xác nhận rằng cả hai người đều tỉnh táo và không sử dụng chất kích thích vào thời điểm xảy ra vụ tấn công. McKinney và Henderson thừa nhận rằng họ biết địa chỉ của Shepard và cũng đã lên kế hoạch trộm cắp tại nhà của ông. Sau khi hành hung Shepard và trói ông vào hàng rào trong thời tiết lạnh gần như đóng băng, McKinney và Henderson trở lại thị trấn. McKinney tiếp tục gây gổ với hai cậu bé khác, dẫn đến thương tích cho cả hai bên. Sĩ quan cảnh sát Flint Waters đã đến hiện trường và bắt giữ Henderson. Ông tìm thấy một khẩu súng dính máu, thẻ tín dụng của Shepard và các vật dụng khác có liên quan đến vụ án trong xe tải của McKinney. McKinney và Henderson về sau đã cố gắng thuyết phục bạn gái của họ che giấu vụ việc và giúp họ loại bỏ bằng chứng.
Một người đàn ông tên Aaron Kreifels phát hiện Shepard vào 18 tiếng sau vụ hành hung, ông vô tình đạp xe ngang qua và tưởng cơ thể Shepard là một người rơm. Reggie Fluty, cảnh sát đầu tiên đến hiện trường, thấy Shepard còn sống nhưng người đầy máu. Shepard được chở đến Bệnh viện Ivinson Memorial ở Laramie trước khi được chuyển đến khoa chấn thương nghiêm trọng tại Bệnh viện Poudre Valley ở Fort Collins, Colorado. Ông bị gãy xương ở phía sau đầu và phía trước tai phải. Phần thân não bị tổn thương nghiêm trọng, ảnh hưởng đến khả năng điều chỉnh nhịp tim, nhiệt độ cơ thể và các chức năng sinh tồn khác của cơ thể. Ngoài ra còn có khoảng chục vết rách nhỏ quanh đầu, mặt và cổ của ông. Các bác sĩ nhận định những vết thương quá nặng, rất khó để phẫu thuật. Shepard không bao giờ tỉnh lại và phải hoàn toàn phụ thuộc vào thiết bị hỗ trợ sự sống. Những ngày sau vụ tấn công, trong lúc ông nằm trong phòng chăm sóc đặc biệt, các buổi cầu nguyện dưới ánh nến đã được tổ chức ở các nước trên thế giới..
Shepard qua đời lúc 0:53 ngày 12 tháng 10 năm 1998, tại Bệnh viện Poudre Valley ở Fort Collins, Colorado, khi ấy ông mới 21 tuổi.

## Bắt giữ và xét xử
McKinney và Henderson bị bắt và ban đầu bị buộc tội cố ý giết người, bắt cóc và cướp tài sản nghiêm trọng. Sau cái chết của Shepard, tội danh được nâng từ cố ý giết người lên giết người cấp độ một, điều đó có nghĩa là hai bị cáo đủ điều kiện nhận án tử hình. Bạn gái của hai bị cáo, Kristen Price và Chasity Pasley, bị buộc tội trở thành đồng phạm. Tại phiên điều trần trước khi xét xử McKinney vào tháng 11 năm 1998, Trung sĩ Rob Debree cung cấp chứng cứ McKinney khẳng định trong cuộc tra khảo vào ngày 9 tháng 10 rằng ông cùng với Henderson đã xác định Shepard là mục tiêu của vụ cướp và sẽ giả vờ là người đồng tính để dụ nạn nhân ra xe tải của họ. McKinney khai rằng đã tấn công Shepard sau khi Shepard đặt tay lên đầu gối McKinney. Thanh tra Ben Fritzen đưa ra bằng chứng Price khai ra việc McKinney đã nói với bà rằng hành vi bạo lực lên Shepard bị kích động do cách McKinney nhìn nhận về "lũ đồng tính".
Tháng 12 năm 1998, Pasley nhận tội đồng phạm. Ngày 5 tháng 4 năm 1999, Henderson từ chối ra tòa để nhận tội giết người và bắt cóc. Để tránh án tử hình, ông đồng ý làm chứng chống lại McKinney và Thẩm phán quận Jeffrey A. Donnell đã kết ông án hai án chung thân liên tiếp. Khi tuyên án Henderson, luật sư bào chữa của ông lập luận rằng lý do Shepard bị nhắm tới không phải vì nạn nhân là người đồng tính.
Phiên tòa xét xử McKinney diễn ra vào tháng 10 và tháng 11 năm 1999. Công tố viên Cal Rerucha cáo buộc McKinney và Henderson giả vờ đồng tính để lấy lòng tin của Shepard. Price, bạn gái của McKinney, đã làm chứng rằng Henderson và McKinney đã "giả vờ là người đồng tính để đưa [Shepard] lên xe tải và cướp đồ của cậu ấy." Luật sư của McKinney cố gắng đưa ra lời bào chữa dựa trên luận điểm "tự vệ sợ đồng tính" (gay panic defense), lập luận rằng McKinney đã bị loạn trí tạm thời do bị Shepard thực hiện hành vi quấy rối tình dục. Lời bào chữa này đã bị thẩm phán bác bỏ. Luật sư của McKinney nói rằng hai người muốn cướp Shepard nhưng chưa bao giờ có ý định giết nạn nhân. Rerucha lập luận rằng vụ giết người đã được tính toán trước, do "lòng tham và bạo lực" thúc đẩy, chứ không phải do xu hướng tính dục của Shepard. Bồi thẩm đoàn nhận thấy McKinney không phạm tội giết người có chủ ý nhưng phạm tội giết người nghiêm trọng và bắt đầu cân nhắc về án tử hình.
Cha mẹ của Shepard đã đứng ra đề xuất một thỏa thuận, qua đó McKinney nhận hai án tù chung thân liên tiếp mà không có khả năng được ân xá. Henderson và McKinney bị giam tại nhà tù bang Wyoming ở Rawlins và về sau chuyển đến các nhà tù khác vì đông sĩ số. Price đã nhận tội được giảm nhẹ về tội can thiệp vào một sĩ quan cảnh sát sau lời khai của tại phiên xét xử McKinney.

## Biểu tình chống đối đồng tính
Các thành viên của Nhà thờ Baptist Westboro, do Fred Phelps dẫn đầu, gây chú ý của cả nước vì đã tổ chức đám tang của Shepard bằng những tấm biển mang khẩu hiệu kỳ thị người đồng tính, chẳng hạn như "Matt xuống mồ" và "Chúa ghét lũ đồng tính".
Các thành viên của nhà thờ cũng tổ chức các cuộc biểu tình chống người đồng tính trong các phiên tòa xét xử Henderson và McKinney. Đáp trả lại, Romaine Patterson, một trong những người bạn của Shepard, đã tổ chức một nhóm tập hợp thành vòng tròn xung quanh những người biểu tình Nhà thờ Baptist Westboro. Họ cùng mặc áo choàng trắng và đeo những đôi cánh khổng lồ (giống như thiên thần) chặn đường người biểu tình. Dù vậy, cha mẹ của Shepard vẫn có thể nghe thấy những người biểu tình hét lên những chỉ trích chống người đồng tính dành cho họ. Cảnh sát đã can thiệp và tạo ra một hàng rào người chắn giữa hai nhóm.
Tháng 4 năm 1999, Romaine Patterson đã tổ chức những cuộc phản biểu tình dưới cái tên Angel Action. Về sau bà cho ra mắt một cuốn sách kể lại trải nghiệm của bản thân trong công cuộc vận động đấu tranh cho quyền lợi của người đồng tính sau cái chết của Matthew Shepard. Cuốn sách có nhan đề The Whole World Was Watching.

## Ban hành đạo luật Matthew Shepard

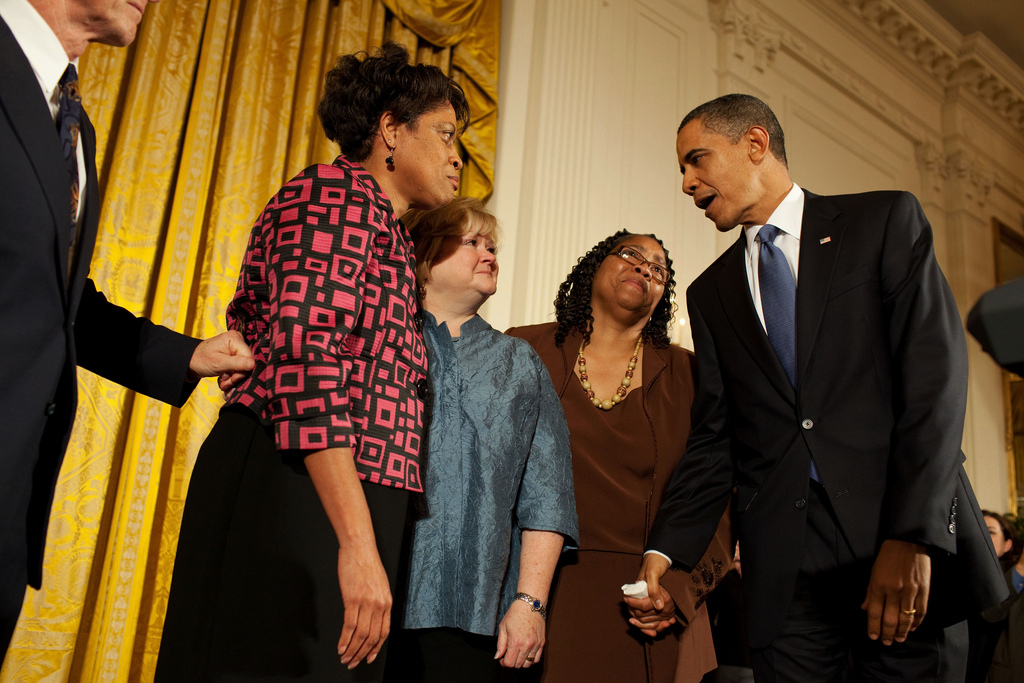
Tổng thống Barack Obama chào Judy Shepard tại một buổi tiếp nhân sự kiện đạo luật được ban hành (ảnh chụp 28-10-2009).

Trên toàn nước Mỹ, các chính trị gia, những người vận động cho quyền người đồng tính và người dân Mỹ bày tỏ sự bàng hoàng trước tính chất tàn ác của vụ việc. Tại thời điểm đó, theo luật pháp Hoa Kỳ và luật tiểu bang Wyoming, tội ác do xu hướng tính dục không được xem là một tội ác do thù ghét (hate crime). Tổng thống Hoa Kỳ tại thời điểm đó là Bill Clinton lên án vụ giết người và nói: "Tội ác thù ghét và tội ác bạo lực không thể được dung thứ ở quốc gia này." Ông ủng hộ Quốc hội Hoa Kỳ bổ sung luật dân sự cấp liên bang để có các quy định xử lý đối với tội ác về thù ghét dựa trên xu hướng tính dục hoặc khuyết tật. Tuy nhiên những nỗ lực của ông đã bị Hạ viện bác bỏ.
Dưới thời tổng thống tiếp theo là George W. Bush, một Đạo luật Matthew Shepard (Matthew Shepard Act) lần đầu tiên được giới thiệu vào tháng 3 năm 2007. Đạo luật đã được thông qua bởi Hạ viện, sau đó là Thượng viện, nhưng cuối cùng không được tổng thống Bush chấp nhận.
Năm 2009, vấn đề tội phạm về thù ghét một lần nữa được đưa ra thảo luận. Đạo luật Matthew Shepard và James Byrd chống lại tội ác do thù ghét (Matthew Shepard and James Byrd, Jr. Hate Crimes Prevention Act; thường được gọi tắt là "Đạo luật Matthew Shepard" hoặc "Đạo luật Shepard/Byrd"; James Byrd, Jr. là tên một người da màu bị ba người da trắng phân biệt chủng tộc giết hại năm 1998) được Thượng viện thông qua ngày 22 tháng 10 năm 2009. Tổng thống Barack Obama ký ban hành luật vào ngày 28 tháng 10 năm 2009.

## Trong văn hoá đại chúng

### Kịch
- The Laramie Project (2000), tác giả Moisés Kaufman. Vở kịch được diễn lần đầu tại Ricketson Theatre vào tháng 2 năm 2000, sau đó được diễn tại Quảng trường Thống Nhất, thành phố New York và sau nữa ở Laramie, Wyoming. Vở kịch cũng đã được diễn tại nhiều trường trung học, cao đẳng và đại học trên toàn nước Mỹ; cũng như tại những nhà hát chuyên nghiệp ở Mỹ, Canada, Vương quốc Anh, Ireland, Úc và New Zealand.[43] Vở kịch đã được chuyển thể thành bộ phim cùng tên.

### Phim
- The Matthew Shepard Story, đạo diễn Roger Spottiswoode. Ra mắt trên kênh NBC ngày 16 tháng 3 năm 2002. Phim đoạt một giải Primetime Emmy năm 2002 và giải thưởng của Hội Diễn viên Điện ảnh năm 2003.
- The Laramie Project, đạo diễn Moisés Kaufman. Ra mắt trên kênh HBO ngày 16 tháng 3 năm 2002, trùng với ngày ra mắt The Matthew Shepard Story trên NBC. Phim đã đoạt giải NBR năm 2003.

### Bài hát
- 1999: "Scarecrow" của Melissa Etheridge từ album Breakdown. Trong tự truyện The Truth Is... của mình Etheridge viết cái chết của Shepherd làm cô đặc biệt buồn vì cậu ấy giống với một người bạn đồng tính của cô thời trung học và đã làm cô "khóc không ngừng".
- 2001: "American Triangle", sáng tác bởi Elton John và Bernie Taupin cho album Songs from the West Coast của Elton John. Là ca khúc nhạc phim trong The Matthew Shepard Story.
- 2005: "Above the Clouds", sáng tác bởi Cyndi Lauper và Jeff Beck cho album The Body Acoustic của Lauper. Cyndi Lauper vốn là một nhà vận động cho quyền của người đồng tính, song tính và chuyển giới (LGBT). Trong chuyến lưu diễn True Colors Tour 2007 cô đã quyên góp tiền từ việc bán vé cho Human Rights Campaign, tổ chức vận động cho quyền của người LGBT.[44]
- Lady Gaga trong phần trình diễn tại một bữa tiệc của Human Rights Campaign năm 2009 đã thay đổi lời câu hát trong bài hát "Imagine" của John Lennon, từ "above us only sky" (trên đầu chúng ta chỉ có bầu trời) thành "with only Matthew in the sky" (chỉ có Matthew trên bầu trời).[45]
- 2011: "Little Birds" của ban nhạc Mỹ Neutral Milk Hotel.

và nhiều bài hát khác.

### Sách
- The Meaning of Matthew: My Son's Murder in Laramie, and a World Transformed (Ý nghĩa của Matthew: Vụ ám sát con trai tôi ở Laramie, và một thế giới tỉnh giấc, phát hành 2009, ISBN 1-59463-057-7) là tên cuốn tự truyện của Judy Shepard, mẹ của Matthew. Trong cuốn sách Judy Shepard kể về những ký ức của gia đình về Matthew, sự kiện bi thảm đã làm thay đổi cuộc đời của gia đình Shepard và cả nước Mỹ, những ngày cuối cùng của Matthew bên giường bệnh, ảnh hưởng của truyền thông, và những khó khăn bà đã gặp phải khi làm việc với hệ thống luật pháp Mỹ.[46]